# Grigore de Benevento
Grigore de Benevento (d. 739 sau 740) a fost duce longobard de Benevento din anul 733 până la 740.
Grigore era nepot al regelui Liutprand al longobarzilor, acesta din urmă numindu-l ca duce de Benevento în 733, după înlăturarea dela conducere atât a uzurpatorului Audelais cât și a minorului Gisulf al II-lea. Grigore a guvernat asupra "poporului samniților", după cum cronicarul Paul Diaconul îi numește pe beneventini, vreme de șapte ani.
El a fost căsătorit cu Giselperga.